# Battlezone (videojoc de 1980)
Battlezone és una màquina recreativa de combat amb tancs d'acció en primera persona d'Atari, Inc. fabricat el novembre de 1980. El jugador controla un tanc que és atacat per altres tancs i míssils. El joc fa servir uns gràfics vectorials amb dibuix de línies en un monitor vectorial blanc i negre (amb una capa de color verda i vermella). Va ser dissenyat principalment per Ed Rotberg, que va dissenyar molts jocs per a Atari Inc., i després Atari Games, i Sente. Per la seva utilització de la perspectiva en primera persona pseudo-3D combinat amb unes "ulleres de visió" que el jugador es posa, Battlezone de vegades es considera el primer videojoc recreatiu en realitat virtual.